# Championnats du monde féminins de VTT cross-country
Le cross-country féminin est une des épreuves au programme des championnats du monde de VTT cross-country. Elle est organisée depuis les championnats inauguraux de 1990. 
La Française Pauline Ferrand-Prévot (en activité) et La Norvégienne Gunn-Rita Dahle sont les cyclistes les plus récompensées avec six médailles. 
En 2023, à Glasgow, la Française devient la plus titrée (5). La Norvégienne a été recompensée avec six médailles dont 4 en or, gagnées entre 1998 et 2012.
Un championnat du monde réservé aux juniors (moins de 19 ans) est également mis en place en 1991, ainsi qu'un autre réservé aux espoirs (moins de 23 ans) en 2006.

## Palmarès élites

### Podiums
| Année                     | Or                     | Argent                 | Bronze                 |
| ------------------------- | ---------------------- | ---------------------- | ---------------------- |
| 1990 Durango              | Juli Furtado           | Sara Ballantyne        | Ruthie Matthes         |
| 1991 Ciocco               | Ruthie Matthes         | Eva Orvošová           | Silvia Fürst           |
| 1992 Bromont              | Silvia Fürst           | Alison Sydor           | Ruthie Matthes         |
| 1993 Métabief             | Paola Pezzo            | Jeannie Longo          | Ruthie Matthes         |
| 1994 Vail                 | Alison Sydor           | Susan De Mattei        | Sara Ballantyne        |
| 1995 Kirchzarten          | Alison Sydor           | Silvia Fürst           | Chantal Daucourt       |
| 1996 Cairns               | Alison Sydor           | Ruthie Matthes         | Maria Paola Turcutto   |
| 1997 Château-d'Œx         | Paola Pezzo            | Nadia De Negri         | Margarita Fullana      |
| 1998 Mont-Sainte-Anne     | Laurence Leboucher     | Gunn-Rita Dahle        | Alison Sydor           |
| 1999 Åre                  | Margarita Fullana      | Alison Sydor           | Paola Pezzo            |
| 2000 Sierra Nevada        | Margarita Fullana      | Alison Sydor           | Paola Pezzo            |
| 2001 Vail                 | Alison Dunlap          | Alison Sydor           | Sabine Spitz           |
| 2002 Kaprun               | Gunn-Rita Dahle        | Anna Szafraniec        | Sabine Spitz           |
| 2003 Lugano               | Sabine Spitz           | Alison Sydor           | Irina Kalentieva       |
| 2004 Les Gets             | Gunn-Rita Dahle        | Maja Włoszczowska      | Alison Sydor           |
| 2005 Livigno              | Gunn-Rita Dahle        | Maja Włoszczowska      | Petra Henzi            |
| 2006 Rotorua              | Gunn-Rita Dahle        | Irina Kalentieva       | Marie-Hélène Prémont   |
| 2007 Fort William         | Irina Kalentieva       | Sabine Spitz           | Jingjing Wang          |
| 2008 Val di Sole          | Margarita Fullana      | Sabine Spitz           | Irina Kalentieva       |
| 2009 Canberra             | Irina Kalentieva       | Lene Byberg            | Willow Koerber         |
| 2010 Mont-Sainte-Anne     | Maja Włoszczowska      | Irina Kalentieva       | Willow Koerber         |
| 2011 Champéry             | Catharine Pendrel      | Maja Włoszczowska      | Eva Lechner            |
| 2012 Saalfelden-Leogang   | Julie Bresset          | Gunn-Rita Dahle Flesjå | Georgia Gould          |
| 2013 Pietermaritzburg     | Julie Bresset          | Maja Włoszczowska      | Esther Süss            |
| 2014 Lillehammer-Hafjell  | Catharine Pendrel      | Irina Kalentieva       | Lea Davison            |
| 2015 Vallnord             | Pauline Ferrand-Prévot | Irina Kalentieva       | Yana Belomoyna         |
| 2016 Nové Město na Moravě | Annika Langvad         | Lea Davison            | Emily Batty            |
| 2017 Cairns               | Jolanda Neff           | Annie Last             | Pauline Ferrand-Prévot |
| 2018 Lenzerheide          | Kate Courtney          | Annika Langvad         | Emily Batty            |
| 2019 Mont-Sainte-Anne     | Pauline Ferrand-Prévot | Jolanda Neff           | Rebecca McConnell      |
| 2020 Leogang              | Pauline Ferrand-Prévot | Eva Lechner            | Rebecca McConnell      |
| 2021 Val di Sole          | Evie Richards          | Anne Terpstra          | Sina Frei              |
| 2022 Les Gets             | Pauline Ferrand-Prévot | Jolanda Neff           | Haley Batten           |
| 2023 Glasgow              | Pauline Ferrand-Prévot | Loana Lecomte          | Puck Pieterse          |
| 2024 Pal Arinsal          | Puck Pieterse          | Anne Terpstra          | Martina Berta          |

### Tableau des médailles
Mis à jour après l'édition 2024
| Rang | Athlète                | Or | Argent | Bronze | Total |
| ---- | ---------------------- | -- | ------ | ------ | ----- |
| 1    | Pauline Ferrand-Prévot | 5  | 0      | 1      | 6     |
| 2    | Gunn-Rita Dahle        | 4  | 2      | 0      | 6     |
| 3    | Alison Sydor           | 3  | 5      | 2      | 10    |
| 4    | Marga Fullana          | 3  | 0      | 1      | 4     |
| 5    | Irina Kalentieva       | 2  | 4      | 2      | 8     |
| 6    | Paola Pezzo            | 2  | 0      | 2      | 4     |
| 7    | Julie Bresset          | 2  | 0      | 0      | 2     |
| 7    | Catharine Pendrel      | 2  | 0      | 0      | 2     |
| 9    | Maja Włoszczowska      | 1  | 4      | 0      | 5     |
| 10   | Sabine Spitz           | 1  | 2      | 2      | 5     |

| Rang               | Nation             | Or | Argent | Bronze | Total |
| ------------------ | ------------------ | -- | ------ | ------ | ----- |
| 1                  | France             | 8  | 2      | 1      | 11    |
| 2                  | Canada             | 5  | 5      | 5      | 15    |
| 3                  | États-Unis         | 4  | 4      | 9      | 17    |
| 4                  | Norvège            | 4  | 3      | 0      | 7     |
| 5                  | Espagne            | 3  | 0      | 1      | 4     |
| 6                  | Russie             | 2  | 4      | 2      | 8     |
| 7                  | Suisse             | 2  | 3      | 5      | 10    |
| 8                  | Italie             | 2  | 2      | 5      | 9     |
| 9                  | Pologne            | 1  | 5      | 0      | 6     |
| 10                 | Allemagne          | 1  | 2      | 2      | 5     |
| 11                 | Pays-Bas           | 1  | 2      | 1      | 4     |
| 12                 | Danemark           | 1  | 1      | 0      | 2     |
| 12                 | Grande-Bretagne    | 1  | 1      | 0      | 2     |
| 14                 | Tchécoslovaquie    | 0  | 1      | 0      | 1     |
| 15                 | Australie          | 0  | 0      | 2      | 2     |
| 16                 | Chine              | 0  | 0      | 1      | 1     |
| 16                 | Ukraine            | 0  | 0      | 1      | 1     |
| Total (17 nations) | Total (17 nations) | 35 | 35     | 35     | 105   |

## Palmarès moins de 23 ans
| Année                     | Or                    | Argent                 | Bronze                 |
| ------------------------- | --------------------- | ---------------------- | ---------------------- |
| 2006 Rotorua              | Chengyuan Ren         | Liu Ying               | Sarah Koba             |
| 2007 Fort William         | Liu Ying              | Chengyuan Ren          | Elisabeth Osl          |
| 2008 Val di Sole          | Tanja Žakelj          | Nathalie Schneitter    | Aleksandra Dawidowicz  |
| 2009 Canberra             | Aleksandra Dawidowicz | Alexandra Engen        | Julie Bresset          |
| 2010 Mont-Sainte-Anne     | Alexandra Engen       | Annie Last             | Paula Gorycka          |
| 2011 Champéry             | Julie Bresset         | Annie Last             | Pauline Ferrand-Prévot |
| 2012 Saalfelden-Leogang   | Jolanda Neff          | Yana Belomoyna         | Paula Gorycka          |
| 2013 Pietermaritzburg     | Jolanda Neff          | Pauline Ferrand-Prévot | Yana Belomoyna         |
| 2014 Lillehammer-Hafjell  | Jolanda Neff          | Margot Moschetti       | Linda Indergand        |
| 2015 Vallnord             | Ramona Forchini       | Olga Terentyeva        | Jenny Rissveds         |
| 2016 Nové Město na Moravě | Jenny Rissveds        | Sina Frei              | Alessandra Keller      |
| 2017 Cairns               | Sina Frei             | Kate Courtney          | Alessandra Keller      |
| 2018 Lenzerheide          | Alessandra Keller     | Sina Frei              | Marika Tovo            |
| 2019 Mont-Sainte-Anne     | Sina Frei             | Laura Stigger          | Loana Lecomte          |
| 2020 Leogang              | Loana Lecomte         | Blanka Kata Vas        | Ceylin Alvarado        |
| 2021 Val di Sole          | Mona Mitterwallner    | Laura Stigger          | Caroline Bohé          |
| 2022 Les Gets             | Line Burquier         | Puck Pieterse          | Sofie Pedersen         |
| 2023 Glasgow              | Samara Maxwell        | Ginia Caluori          | Ronja Blöchlinger      |
| 2024 Pal Arinsal          | Isabella Holmgren     | Olivia Onesti          | Emilly Johnston        |

## Palmarès juniors
| Année                        | Or                     | Argent             | Bronze                  |
| ---------------------------- | ---------------------- | ------------------ | ----------------------- |
| 1991 Ciocco                  | Karin Romer            | Rita Bürgi         | Denise Müller           |
| 1992 Bromont                 | Rita Bürgi             | Karin Romer        | Paola Zucchinali        |
| 1993 Métabief                | Karin Romer            | Mona Fée           | Laëtitia Holweck        |
| 1994 Vail                    | Karin Romer            | Mona Fée           | Nicole Peitzmeier       |
| 1995 Kirchzarten (officieux) | Mona Fée               | Kateřina Hanušová  | Cecilia Potts           |
| 1996 Cairns                  | Helena Eriksson        | Emelie Öhrstig     | Sonja Morf              |
| 1997 Château-d'Œx            | Cecilia Potts          | Helena Eriksson    | Anna Szafraniec         |
| 1998 Mont-Sainte-Anne        | Cécile Rode            | Séverine Hansen    | Sandrine Guirronnet     |
| 1999 Åre                     | Anna Szafraniec        | Lea Flückiger      | Sonja Traxel            |
| 2000 Sierra Nevada           | Sonja Traxel           | Maja Włoszczowska  | Nicole Cooke            |
| 2001 Vail                    | Nicole Cooke           | Maja Włoszczowska  | Julie Pesenti           |
| 2002 Kaprun                  | Lisa Mathison          | Elisabeth Osl      | Petra Bublová           |
| 2003 Lugano                  | Lisa Mathison          | Eva Lechner        | Almut Grieb             |
| 2004 Les Gets                | Nathalie Schneitter    | Laura Metzler      | Tereza Huříková         |
| 2005 Livigno                 | Tereza Huříková        | Hanna Klein        | Tanja Žakelj            |
| 2006 Rotorua                 | Tanja Žakelj           | Julie Krasniak     | Nadja Roschi            |
| 2007 Fort William            | Alla Boyko             | Jitka Skarnitzlová | Julie Bresset           |
| 2008 Val di Sole             | Laura Abril            | Barbara Benko      | Mona Eiberweiser        |
| 2009 Canberra                | Pauline Ferrand-Prévot | Michelle Hediger   | Candice Neethling       |
| 2010 Mont-Sainte-Anne        | Pauline Ferrand-Prévot | Yana Belomoyna     | Helen Grobert           |
| 2011 Champéry                | Linda Indergand        | Lena Putz          | Julia Innerhofer        |
| 2012 Saalfelden-Leogang      | Andrea Waldis          | Sofia Wiedenroth   | Lena Putz               |
| 2013 Pietermaritzburg        | Alessandra Keller      | Emilie Collomb     | Sarah Bauer             |
| 2014 Lillehammer-Hafjell     | Nicole Koller          | Malene Degn        | Sina Frei               |
| 2015 Vallnord                | Martina Berta          | Evie Richards      | Nicole Koller           |
| 2016 Nové Město na Moravě    | Ida Jansson            | Lisa Pasteiner     | Martina Berta           |
| 2017 Cairns                  | Laura Stigger          | Loana Lecomte      | Nadia Grod              |
| 2018 Lenzerheide             | Laura Stigger          | Tereza Sásková     | Harriet Harnden         |
| 2019 Mont-Sainte-Anne        | Jacqueline Schneebeli  | Mona Mitterwallner | Helene Marie Fossesholm |
| 2020 Leogang                 | Mona Mitterwallner     | Luisa Daubermann   | Aneta Novotná           |
| 2021 Val di Sole             | Line Burquier          | Olivia Onesti      | Sara Cortinovis         |
| 2022 Les Gets                | Monique Halter         | Lea Huber          | Natalia Grzegorzewska   |
| 2023 Glasgow                 | Isabella Holmgren      | Marin Lowe         | Natalia Grzegorzewska   |
| 2024 Pal Arinsal             | Viktória Chladoňová    | Rafaëlle Carrier   | Maruša Tereza Šerkezi   |